# Melany Bolaño
Melany Bolaño Cassiani (* 28. Oktober 2004) ist eine kolumbianische Leichtathletin, die sich auf den Sprint spezialisiert hat.

## Sportliche Laufbahn
Erste Erfahrungen bei internationalen Meisterschaften sammelte Melany Bolaño im Jahr 2020, als sie bei den U20-Südamerikameisterschaften in Lima in 25,13 s den fünften Platz im 200-Meter-Lauf belegte und mit der kolumbianischen 4-mal-100-Meter-Staffel in 46,35 s die Goldmedaille gewann. Anschließend siegte sie bei den U18-Südamerikameisterschaften in Encarnación in 24,73 s über 200 Meter und gewann in 12,00 s die Silbermedaille im 100-Meter-Lauf und siegte in 46,18 s auch im Staffelbewerb. Im Jahr darauf gewann sie bei den U20-Weltmeisterschaften in Cali in 44,59 s die Bronzemedaille mit der Staffel und schied über 200 Meter mit 24,16 s in der ersten Runde aus. Im Oktober nahm sie an den Südamerikaspielen in Asunción teil und siegte dort in 44,61 s gemeinsam mit Evelin Rivera, Angélica Gamboa und María Alejandra Murillo in der 4-mal-100-Meter-Staffel. 2023 siegte sie in 11,53 s und in 23,43 s über 100 und 200 Meter bei den U20-Südamerikameisterschaften in Bogotá und sicherte sich in der 4-mal-100-Meter-Staffel in 45,09 s die Silbermedaille. Anschließend schied sie bei den Zentralamerika- und Karibikspielen in San Salvador mit 24,02 s im Vorlauf über 200 Meter aus und wurde mit der 4-mal-100-Meter-Staffel disqualifiziert und gewann mit der 4-mal-400-Meter-Staffel in 3:31,16 min die Bronzemedaille hinter den Teams aus Kuba und der Dominikanischen Republik. Daraufhin belegte sie bei den Südamerikameisterschaften in São Paulo in 23,77 s den sechsten Platz über 200 Meter und gewann mit der 4-mal-100-Meter-Staffel in 44,18 s gemeinsam mit Evelin Rivera, Angélica Gamboa und Shary Vallecilla die Silbermedaille hinter dem brasilianischen Team. Im Jahr darauf verpasste sie bei den Ibero-Amerikanischen Meisterschaften in Cuiabá mit 23,85 s den Finaleinzug über 200 Meter.

## Persönliche Bestzeiten
- 100 Meter: 11,53 s (−0,1 m/s), 19. Mai 2023 in Bogotá
- 200 Meter: 23,31 s (−0,1 m/s), 1. April 2023 in Bogotá
- 400 Meter: 54,66 s, 14. Oktober 2023 in Barranquilla